# Robyn Dawes
Robyn Mason Dawes  (1936 - 14 de dezembro de 2010) foi um psicólogo norte-americano que se especializou na área de julgamento humano.